# سیارک ۶۰۴۰۶
سیارک ۶۰۴۰۶ (به انگلیسی: 60406 Albertosuci، نامگذاری:2000CR1) شصت هزار و چهارصد و ششمین سیارک کشف شده‌است که در ۳ فوریه ۲۰۰۰ کشف شد.